# Essai nucléaire
Pour les articles homonymes, voir essai (homonymie).

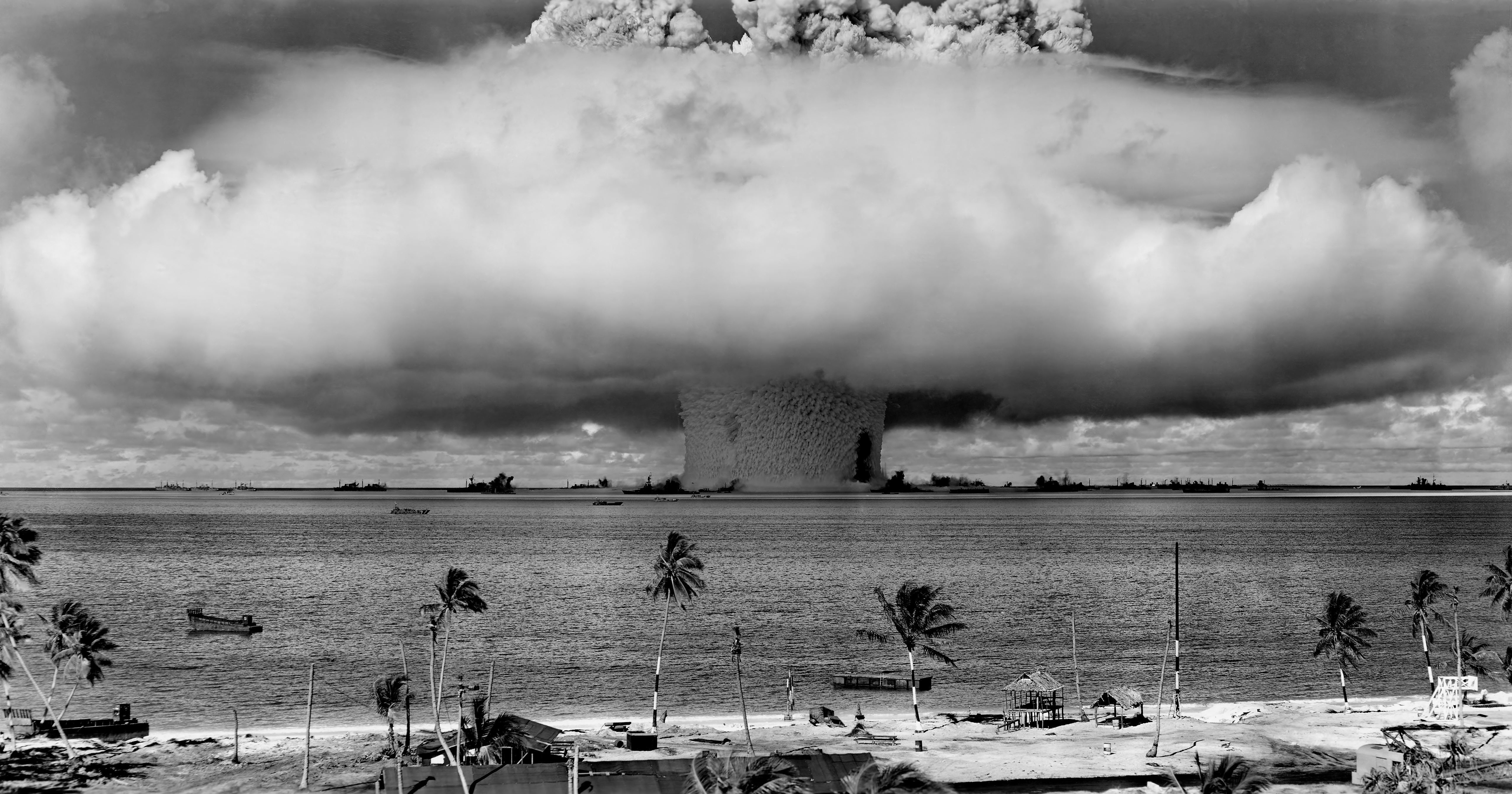
Le champignon de Baker, deuxième essai nucléaire sur l'atoll Bikini aux Îles Marshall, par les États-Unis le 25 juillet 1946 (opération Crossroads).

Un essai nucléaire est l'explosion d'une bombe nucléaire à des fins expérimentales. Les essais permettent de valider des modèles de fonctionnement, leurs effets et peuvent également prouver à la communauté internationale que l'on dispose de l'arme nucléaire.
L'accident dû aux retombées radioactives de l'essai Castle Bravo dans l'atoll de Bikini en 1954 déclencha un mouvement d'opinion global critique à l'égard des tests et, plus généralement, du développement d'armes nucléaires. Ce mouvement conduisit dans un premier temps en 1963 au traité d'interdiction partielle des essais nucléaires notamment dans l'atmosphère, puis en 1996 au projet de traité d'interdiction complète des essais nucléaires, non encore ratifié par les États-Unis, la Chine, l'Iran, Israël et la Russie.

## Types

Les quatre types d'essai nucléaire :
1. atmosphérique ;
2. souterrain ;
3. extra-atmosphérique ;
4. sous-marin.

Outre le type de bombe (A à fission ou H à fusion), les essais nucléaires peuvent être catégorisés par l'endroit où la bombe a explosé : sous l'eau, sous terre ou dans l'atmosphère (les explosions au niveau du sol étant considérées comme atmosphériques). Les essais atmosphériques sont ceux qui contaminent le plus l'environnement du fait de la quantité d'éléments qui se retrouvent exposés aux radiations et aux vents qui les disséminent loin du lieu de l'explosion. À l'opposé, les explosions souterraines sont celles qui dispersent le moins de matières radioactives.
Plusieurs méthodes d'explosions ont été testées, notamment par largage d'un avion ou d'un ballon, sur une tour, sur ou en dessous d'un bateau. Des essais en dehors de l'atmosphère (appelés essais extra-atmosphériques) à l'aide de missiles balistiques ont même eu lieu, tel Starfish Prime.

## Dans le monde

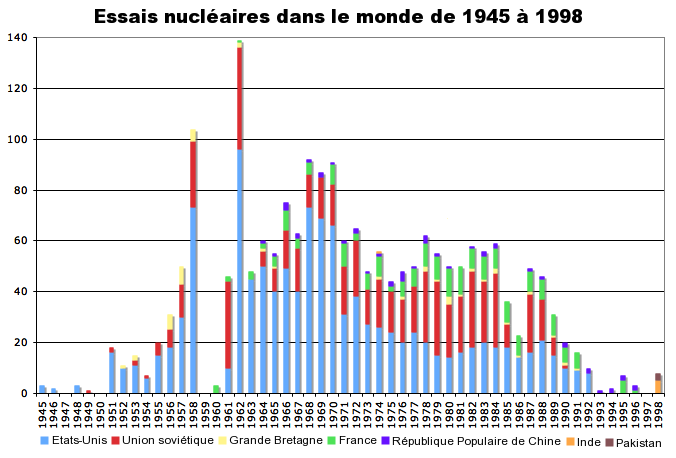
Chronologie des essais nucléaires dans le monde.

Plus de 2 400 essais nucléaires, dont 543 atmosphériques, ont été réalisés entre 1945 et 1980. Tous les grands pays ayant l'arme nucléaire ont procédé à des essais. Près de la moitié des explosions officielles recensées, soit 1 050, ont eu lieu aux États-Unis, suivis par l'Union soviétique, qui a réalisé 715 explosions officielles. La France est à la troisième place avec 210 explosions, suivie du Royaume-Uni et de la Chine (45 explosions officielles chacun, dont pour la seconde 23 atmosphériques et 22 souterrains, à la base d'essai d'armes nucléaires du Lob Nor, à Malan, Xinjiang). Les autres pays incluent l'Inde et le Pakistan (cinq ou six essais) et enfin la Corée du Nord (six essais).
En plus de ces essais confirmés, deux pays sont suspectés d'avoir réalisé des essais, Israël et l'Afrique du Sud. Le 22 septembre 1979 dans l'océan Indien, à proximité de l'île Marion (île sud-africaine dans l'océan Indien), un satellite de surveillance américain Vela détecte un flash, qui pour certains, comme le journaliste américain Seymour Hersh (auteur du livre L'opération Samson : l’arsenal nucléaire israélien et la politique étrangère américaine), pourrait correspondre à une explosion nucléaire de faible puissance. Mais à ce jour (octobre 2008), l'origine de ce flash nommé incident Vela reste inconnue.
De son côté, la France a mené 46 essais nucléaires atmosphériques en Polynésie entre 1966 et 1974.

### Essais notables
Voici une liste de quelques essais notables. Les bombardements atomiques d'Hiroshima et Nagasaki n'y figurent pas, puisque ces explosions n'avaient pas pour finalité d'être des essais (on les classe habituellement dans la catégorie « tir de combat »).
| Date              | Nom de code         | Énergie          | Pays             | Remarque                                                                          |
| ----------------- | ------------------- | ---------------- | ---------------- | --------------------------------------------------------------------------------- |
| 16 juillet 1945   | Trinity             | 19 kt            | États-Unis       | Premier test au monde d'une arme à fission (bombe A).                             |
| 29 août 1949      | RDS-1               | 22 kt            | Union soviétique | Premier test de l'URSS d'une arme à fission.                                      |
| 3 octobre 1952    | Opération Hurricane | 22 kt            | Royaume-Uni      | Premier test du Royaume-Uni d'une arme à fission.                                 |
| 1er novembre 1952 | Ivy Mike            | 10 Mt            | États-Unis       | Premier test au monde d'une arme à fusion (bombe H).                              |
| 16 novembre 1952  | Ivy King            | 500 kt           | États-Unis       | Plus importante explosion au monde d'une arme à fission « pure ».                 |
| 1er mars 1954     | Castle Bravo        | 15 Mt            | États-Unis       | Plus importante explosion thermonucléaire américaine.                             |
| 22 novembre 1955  | RDS-37              | 1,6 Mt           | Union soviétique | Premier véritable test de l'URSS d'une arme à fusion.                             |
| 8 novembre 1957   | Grapple X           | 1,8 Mt           | Royaume-Uni      | Premier test du Royaume-Uni d'une arme à fusion.                                  |
| 13 février 1960   | Gerboise bleue      | 70 kt            | France           | Premier test de la France d'une arme à fission.                                   |
| 30 octobre 1961   | Tsar Bomba          | 50 à 57 Mt       | Union soviétique | Plus importante explosion thermonucléaire jamais effectuée dans le monde.         |
| 9 juillet 1962    | Starfish prime      | 1,4 Mt           | États-Unis       | Plus importante explosion thermonucléaire dans la thermosphère (hors atmosphère). |
| 16 octobre 1964   | 596                 | 22 kt            | Chine            | Premier test de la Chine d'une arme à fission.                                    |
| 17 juin 1967      | Test n° 6           | 3,3 Mt           | Chine            | Premier test de la Chine d'une arme à fusion.                                     |
| 24 août 1968      | Canopus             | 2,6 Mt           | France           | Premier test de la France d'une arme à fusion.                                    |
| 18 mai 1974       | Bouddha Souriant    | 12 kt            | Inde             | Première « explosion nucléaire pacifique » de l'Inde.                             |
| 11 mai 1998       | Shakti I            | 25 à 45 kt       | Inde             | Premier test de l'Inde d'une arme à fission « augmentée » ou à fusion.            |
| 28 mai 1998       | Chagai-I            | 40 kt            | Pakistan         | Premier test du Pakistan d'une arme à fission.                                    |
| 9 octobre 2006    | Essai de 2006       | Moins de 1 kt    | Corée du Nord    | Premier test de la Corée du Nord d'une arme à fission.                            |
| 25 mai 2009       | Essai de 2009       | Quelques kt      | Corée du Nord    | Premier succès du test de la Corée du Nord d'une arme à fission.                  |
| 3 septembre 2017  | Essai de 2017       | autour de 100 kt | Corée du Nord    | Premier test de la Corée du Nord d'une arme à fusion revendiqué.                  |

### Essais nucléaires atmosphériques
543 explosions nucléaires expérimentales ont été effectuées dans l'atmosphère entre 1945 et 1980 par cinq États :
| État             | Nombre d'essais | Début | Fin  | Sites |
| ---------------- | --------------- | ----- | ---- | --- |
| États-Unis       | 210             | 1945  | 1962 | - Alamogordo (Nouveau-Mexique) - Atolls de Bikini (23) et de Enewetak (42) (îles Marshall) - Site d'essais du Nevada (NTS) - Atoll Johnston (10 essais) - Île Christmas (26) - Atlantique Sud, sites de l'opération Argus... (6 essais) |
| Union soviétique | 216             | 1949  | 1962 | - Polygone nucléaire de Semipalatinsk (Kazakhstan) (125 essais) - Archipel de Nouvelle-Zemble (Océan Arctique) (91 essais) |
| Royaume-Uni      | 21              | 1952  | 1958 | - Îles Monte Bello (3 essais) - Emu Field (en) (2) Maralinga (7) (Australie) - Île Malden (3) - Île Christmas (6) |
| France           | 50              | 1960  | 1974 | - Reggane (Sahara algérien) (4) - Atolls de Moruroa (42) et Fangataufa (4) (archipel des Tuamotu dans le Pacifique) |
| Chine            | 21              | 1964  | 1980 | - Lop Nor (Xinjiang) (21) |

### Sites

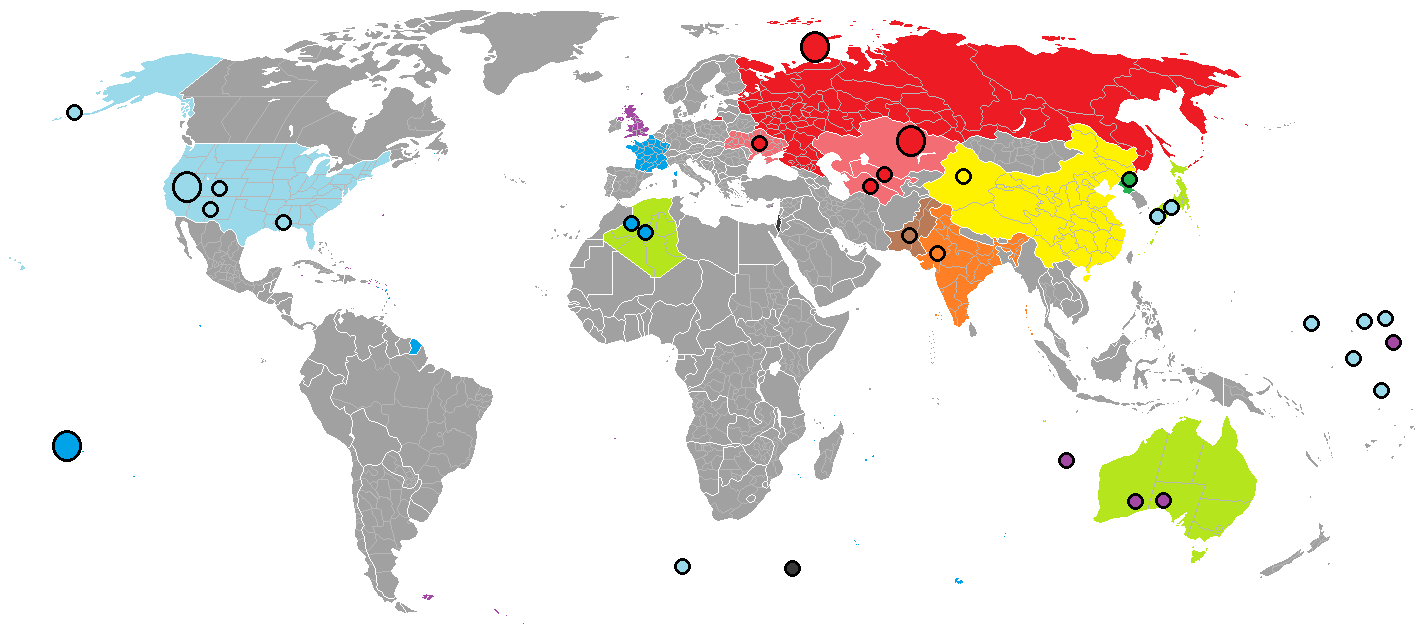
Plus de 2000 explosions nucléaires ont été conduites par les pays suivants : Russie/URSS (rouge), USA (bleu clair), France (bleu), Royaume-Uni (violet), Chine (jaune), Inde (Orange), Pakistan (marron), Corée du Nord (vert). Les pays exposés aux essais de bombes nucléaires sont indiqués en vert clair.

Les sites retenus pour les essais nucléaires atmosphériques sont situés dans des zones isolées comme des déserts ou des îles océaniques parfois évacués en vue des essais. Cependant la portée des retombées radioactives a causé des contaminations dont souffrent toujours les populations voisines. À cause des retombées radioactives des essais nucléaires, la dose efficace individuelle moyenne sur une vie entière est estimée à 3,7 millisievert pour la population mondiale. Mais les populations vivant près des sites d'essais nucléaires sont exposées à des retombées locales plus élevées.

## Traités
Notamment en raison des problèmes écologiques liés aux explosions nucléaires, des traités internationaux ont été créés visant à limiter, puis à interdire tout essai nucléaire en conditions réelles.
Le Traité d'interdiction partielle des essais nucléaires, signé le 5 août 1963 à Moscou par les États-Unis, l'Union soviétique et le Royaume-Uni est le premier d'entre eux. Entré en vigueur le 10 octobre 1963, il vise à interdire tout essai nucléaire dans l'atmosphère, dans l'espace extra-atmosphérique et sous l'eau. Ce traité a pour objectif de limiter la dispersion par une explosion nucléaire des matières irradiées au pays responsable de l'explosion. C'est pour cette raison que les essais souterrains ne sont pas interdits dans ce traité, le confinement des éléments radioactifs étant possible. La Chine et la France n'ont pas participé à ce traité et ont pu ainsi développer leur arsenal nucléaire.
Le Traité sur la limitation des essais souterrains d'armes nucléaires (TTBT, pour Threshold Test Ban Treaty) interdit les essais d'armes nucléaires dont la puissance est supérieure à 150 kilotonnes. Ce traité a été signé le 3 juillet 1974 par les États-Unis et l'Union soviétique. Le Traité sur les explosions nucléaires à des fins pacifiques (PNET, pour Peaceful Nuclear Explosions Treaty) est dans la continuité du TTBT et vise à interdire les explosions individuelles supérieures à 150 kilotonnes et multiples à 1,5 mégatonne. Le traité a été signé par les États-Unis et l'Union soviétique le 28 mai 1976, mais n'a jamais été ratifié, cependant, les deux États se sont engagés à respecter ses termes.

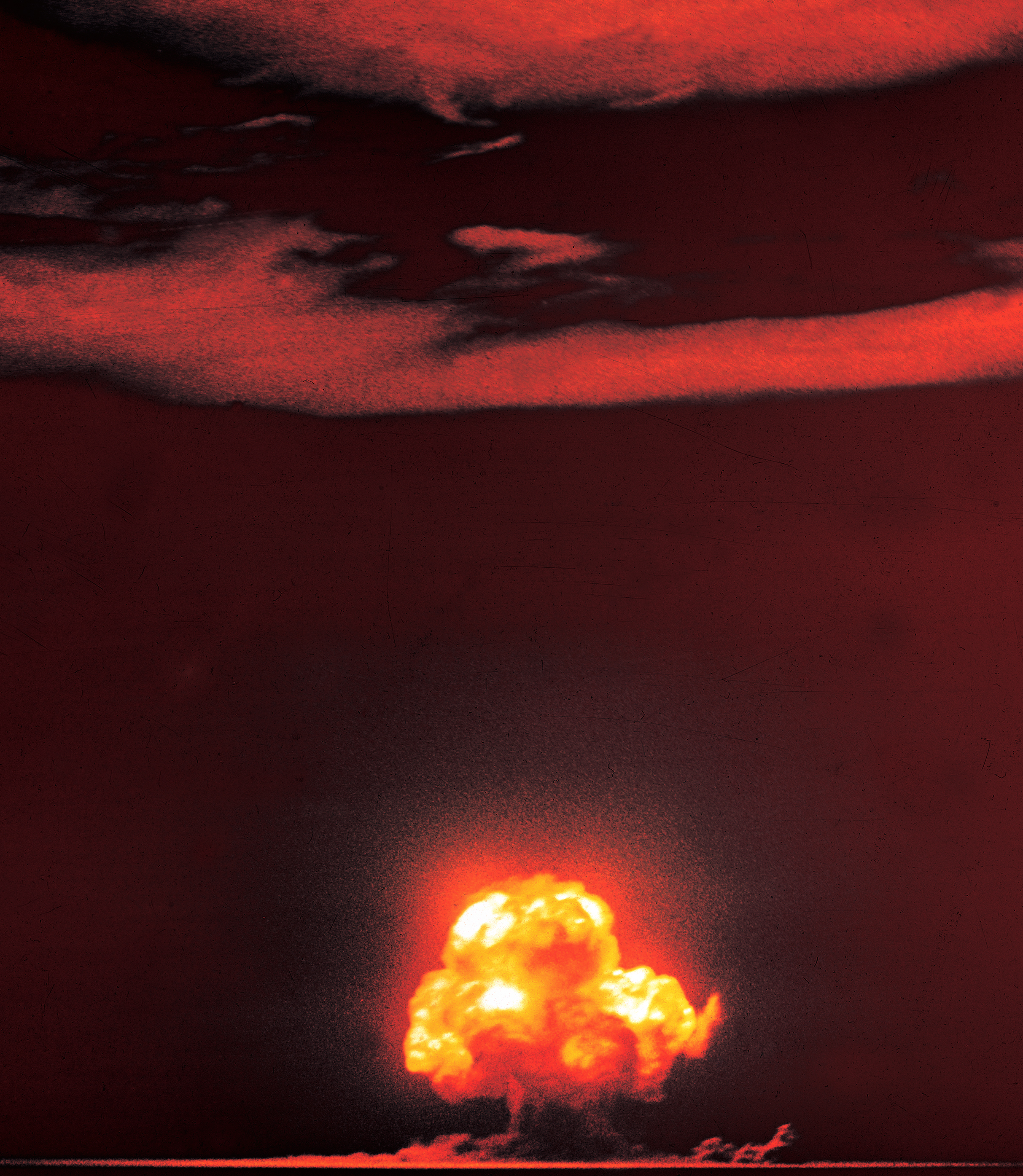
Photographie en couleurs du premier essai d'explosion nucléaire (Trinity près d'Alamogordo au Nouveau-Mexique.

Les États ayant ratifié le Traité d'interdiction complète des essais nucléaires (TICE), signé à New York le 24 septembre 1996, s'engagent « à ne pas effectuer d'explosion expérimentale d'arme nucléaire, ou d'autre explosion nucléaire, et à interdire et empêcher toute explosion de cette nature en tout lieu placé sous sa juridiction ou son contrôle ». Ils s'engagent en outre « à s'abstenir de provoquer ou d'encourager l'exécution - ou de participer de quelque manière que ce soit à l'exécution - de toute explosion expérimentale d'arme nucléaire ou de toute autre explosion nucléaire ». Ce traité prévoit des inspections ainsi que l'établissement de capteurs de différents types (sismique, hydroacoustique, etc.) pour vérifier que les États parties au traité soient en conformité avec ce dernier. En décembre 2005, 65 % des capteurs étaient opérationnels. Cependant, pour des raisons d'économie, les événements sismiques d'une magnitude inférieure à 3 sur l'échelle de Richter ne sont pas vérifiés. Or d'après le rapport Leith (voir Liens externes), les techniques de découplage d'essais souterrains permettent aujourd'hui d'atténuer l'onde de choc d'une explosion souterraine d'une puissance hectotonnique de telle manière que le séisme ne dépasse pas cette valeur de 3 sur Richter. Dans le cadre de la révision des doctrines nucléaires des États-Unis, de la Russie et de la France depuis la fin de la Guerre froide, c'est précisément ce type d'armes nucléaires de puissance hectotonnique qui sont développées.
Les pays possédant l'arme nucléaire et n'ayant pas ratifié le TICE sont la Chine, la Corée du Nord, les États-Unis, l'Inde et le Pakistan. Toutefois, lors de son déplacement en Europe en avril 2009, Barack Obama a prononcé à Prague un discours plaidant pour la ratification du Traité d'interdiction complète des essais nucléaires.

## Effets sur la santé
L'essai nucléaire américain de Castle Bravo a largement dépassé les prévisions en termes de puissance. Il a créé un nuage radioactif qui a entraîné un syndrome d'irradiation aiguë pour l'équipage du Daigo Fukuryū Maru qui pêchait dans cette zone (à 140 km de l'hypocentre), tuant l'un des marins, Aikichi Kuboyama. Dans les archipels d'Ailinginae, Rongelap, Rongerik et Utirik (îles Marshall), des « cendres » radioactives sont tombées, nécessitant une évacuation allant de quelques mois à plusieurs années. Malgré cette précaution tardive, les populations locales (quelques centaines de personnes) ont souffert immédiatement après l'essai de syndrome d'irradiation aiguë, puis plus tard de problèmes de la thyroïde (certains ayant été masqués par des ablations préventives), cancer du sein, fausses couches, naissances de bébés souffrant de malformations plus ou moins graves (dont des « bébés méduses » et des « bébés grappes de raisin »).

## Simulation
Dans l'optique du Traité d'interdiction complète des essais nucléaires (TICE), des politiques de création d'installations simulant des explosions nucléaires sont développées, permettant ainsi de s'affranchir des tests grandeur nature et ainsi de continuer de développer l'arsenal nucléaire existant.
Deux pays sont particulièrement avancés dans ce domaine, les États-Unis avec le National Ignition Facility (NIF) dont la construction a coûté 3,5 milliards de dollars (de 1997 à 2009) et la France avec le Laser Mégajoule du programme Simulation. Des mouvements pacifistes s'opposent à ce qu'ils jugent comme un détournement du TICE et qui fait que seuls les États qui en ont les moyens peuvent poursuivre leurs recherches.